# Gerhard von Mende
Gerhard von Mende (* 12. Dezemberjul. / 25. Dezember 1904greg. in Riga; † 16. Dezember 1963 in Düsseldorf) war ein deutschbaltischer Turkologe. Als Russlandforscher hatte er sich während der Zeit des Nationalsozialismus rassenideologisch auf die „turko-tatarischen (sowjetasiatischen) Völker“ spezialisiert und in der frühen Nachkriegszeit sein Wissen in den Dienst der Bundesrepublik gestellt.

## Frühe Jahre
Gerhard von Mende wurde 1904 als Sohn eines Rigaer Bankiers geboren. Während des Lettischen Unabhängigkeitskriegs wurde sein Vater 1919 mit anderen Angehörigen der bürgerlichen Elite von sowjetischen Truppen gefangen genommen, auf einen Zwangsmarsch geschickt und umgebracht. Seine Mutter und die sechs Geschwister flohen in der Folge nach Deutschland. Der Heranwachsende entwickelte ein besonderes Interesse an den unterdrückten Minderheiten Russlands. 1920–1923 studierte er in Schulpforta, 1927–1932 an der Berliner Universität Russistik und Turkologie. von Mende besuchte die École nationale des langues orientales vivantes in Paris. Im Februar 1933 wurde Mende an der Universität Breslau von der Philosophischen Fakultät mit einer volkswirtschaftlichen Arbeit zum Thema ‚Studien zur Kolonisation der Sowjetunion‘, die in der Schriftenreihe des Osteuropa-Instituts in Breslau erschienen, zum Dr. phil. promoviert. Im Dezember 1934 habilitierte Mende dann an der Wirtschaftshochschule in Berlin mit der Arbeit ‚Der nationale Kampf der Russlandtürken‘. Parallel dazu betrieb Mende Sprachstudien am Seminar für orientalische Sprachen in Berlin. Von Mende sprach fließend Russisch, Lettisch und Französisch und hatte Kenntnisse des Türkischen und Arabischen.

## Universitäre Laufbahn
Im Jahr 1933 war von Mende Mitglied der SA geworden, die er allerdings drei Jahre später wieder verließ. Trotzdem hatte er in dieser Zeit die nationalsozialistische Ideologie bereits verinnerlicht. Er publizierte Buchrezensionen für nationalsozialistische Publikationen und wurde Berater der Adolf-Hitler-Schule in Sonthofen. 1935 wurde Gerhard von Mende Dozent an der Wirtschaftshochschule in Berlin. 1934 wurde von Mende in das Reichsministerium für Wissenschaft, Erziehung und Volksbildung (REM) und deren Auslandsabteilung berufen, um als Referent dabei zu helfen, die Auslandshochschule (AHS) in Berlin aufzubauen. Der Plan, das Seminar für orientalische Sprachen zur AHS auszubauen, lag im Interesse Joachim von Ribbentrops, der hier die künftigen Diplomaten ausbilden lassen wollte. Die Umsetzung lag bei Mendes Förderer Anton Palme und des Abteilungsleiters Otto von Kursell im REM. 1936 erfolgte schließlich die verzögerte Gründung der Auslandshochschule in Berlin. Von Mende erhielt zunächst kommissarisch die vakante Professur für russische Nationenkunde. Ende 1936 war Mende mit der Personalauswahl und dem Aufbau des Russland-Instituts der AHS befasst und sollte selbst außerordentlicher Professor für Russlandkunde an der AHS werden.
Der SS-Obersturmbannführer Otto von Kursell, Mendes Chef in der Auslandsabteilung im REM, gehörte ebenso wie Anton Palme und Gerhard von Mende der „Baltischen Brüderschaft“ an, einer Art baltischer Ritterorden mit Geheimbundcharakter. Kursells Baltische Brüderschaft stand jedoch Heinrich Himmlers Volkstumspolitik im Weg. Die Baltische Brüderschaft konkurrierte mit Himmlers Zögling Erhard Kroeger, der die baltendeutsche NS-Bewegung in Lettland anführte. Kroeger hatte 1936 mit SD-Chef Reinhard Heydrich den Aufbau einer geheimen Stelle vereinbart, die Material für einen möglichen deutschen Eingriff im Baltikum sammeln sollte. Himmler wollte u. a. zu diesem Zweck an der Auslandshochschule ein Russland-Institut für den SD einrichten und bevorzugte dafür Gerhard von Mendes Konkurrenten, den Georgier Michael Achmeteli.
Der SD der SS beobachtete deshalb die Baltische Brüderschaft argwöhnisch und schrieb dazu Berichte: „Professor Palme erklärt offen, dass niemand an der Auslandshochschule etwas werden könne, wenn er nicht Baltischer Bruder sei. Der B.B. [Baltische Bruder] Mende macht sich über den Führer lustig.“ Himmler entließ darauf Kursell aus der SS und verbot die Baltische Brüderschaft. Anton Palme wurde 1937 von seinen Aufgaben entbunden und in den Ruhestand verabschiedet. Palmes Protegé Gerhard von Mende bekam den vorgesehenen Lehrstuhl nicht wegen Bedenken diverser Stellen zur politischen Einstellung des Gerhard von Mende. Gerhard von Mende wurde gar als „Kulturbolschewist“ bezeichnet, damals ein gerne verwendetes NS-Vokabular zur Kennzeichnung linksgerichteter Tendenzen. Von Mende mutmaßte hinter dieser Einschätzung stünde Michael Achmeteli, der von Mende als mögliche Konkurrenz sah und ihn so vom SD fernhielt. Durch die Nähe zu Kursell fiel auch ein Schatten auf Gerhard von Mende. Mit Billigung des REM gelang es Franz-Alfred Six vom SD den von ihm geförderten Michael Achmeteli anstelle des von Kursell geförderten Gerhard von Mende an der Auslandshochschule zu installieren. Achmeteli wurde nach Einbürgerung und Habilitation 1937 ordentlicher Professor für russische Nationenwissenschaft an der AHS und baute parallel das geheime „Wannsee-Institut“ des SD in Berlin-Wannsee auf, womit u. a. Kroegers und Heydrichs Absprache umgesetzt wurde. Bereits 1937 kamen mit Friedrich Buchardt und Hans-Adolf Handrack zwei baltendeutsche Kroeger-Vertraute in das Institut von Achmeteli.
Gerhard von Mende blieb trotz der Querelen um die Baltische Brüderschaft als Privatdozent auf seinem Posten an der AHS Berlin (ab September 1939 Auslandswissenschaftliche Fakultät der Universität Berlin unter Leitung von Franz-Alfred Six), musste aber auf seine ordentliche Professur noch bis 1940 warten.
Neben seiner Hochschultätigkeit arbeitete Gerhard von Mende an seiner weiteren politischen Karriere mit Hilfe einer anderen Baltenverbindung. Das von Baltendeutschen dominierte Außenpolitischen Amt (ApA) der NSDAP unter dem NS-Chefideologen Alfred Rosenberg besaß eine Ostabteilung, die von Georg Leibbrandt geleitet wurde. Das ApA unterhielt enge Kontakte zu pro-deutschen Ausländern unter den nichtrussischen Vertretern der Völker der Sowjetunion. Letztere waren das Spezialgebiet des Gerhard von Mende. Gerhard von Mende schrieb Berichte an Leibbrandt und dessen Abteilung. 1939 erschien Mendes 124-seitiges Werk Die Völker der Sowjetunion. Mende argumentierte darin höchst politisch und sah den Konflikt der nichtrussischen Völker mit dem Sowjetsystem als „eine der stärksten inneren Sprengungskräfte des bolschewistischen Herrschaftsbereichs“.
Dieses Buch ist geprägt von rassistischem Antisemitismus, der auf Verschwörungstheorien basiert. Neben einer Serie von kruden Charakterbeschreibungen verschiedener ethnischer Gruppen aus der Sowjetunion beschreibt Mende im Kapitel Die Juden diese als Gefahr für den Zusammenhalt anderer Volksgruppen. Wie bei Alfred Rosenberg gründete das Denken von Mendes auf rassenideologischer Basis. 1942 wurde im Rahmen des Generalplans Ost sein Anliegen deutlich, dass es ihm u. a. um ein psychologisches Verständnis für gesamte Völker in den besetzten Ostgebieten ging, vor allem, um die jeweils als Volk definierten Menschengruppen unter Kontrolle des NS-Staates zu bekommen. Das ist auch als politische bzw. psychologische Kriegsführung zu sehen. Die Methodik zur Zerstörung der Sowjetunion in Mendes Buch, die Mendes Lebensaufgabe widerspiegeln, mussten unweigerlich den an der Zersetzung der Sowjetunion interessierten deutschen Geheimdienst Abwehr II auf ihn aufmerksam machen. Für die Abwehr II waren zu dieser Zeit schon etliche Kollegen Mendes tätig, darunter die Ost-Professoren Hans Koch, Theodor Oberländer, Werner Markert und Georg Gerullis.
Bereits 1937 und 1938 war Mende gemeinsam mit seiner Frau nach Warschau und Wilna (Vilnius) gereist und kontaktierte national gesinnte Weißrussen und Polen wie Stefan Władysław Kozłowski. In beiden Städten befanden sich auch größere Exil-Kolonien von Turkestanern, Kaukasiern und Krim-Tataren, also Mendes Zielgruppen. Zumindest die Reise 1938 erfolgte im Verbund mit zwei weiteren baltendeutschen Wissenschaftlern, die Geheimaufträge der Abwehr im Vorfeld des Überfalls auf Polen hatten. Es handelte sich um Eugen von Engelhardt vom Institut für Judenfragen und Georg Gerullis vom Lehrstuhl für Baltische Philologie in Berlin. Ziel war es, Kontakte zu führenden und pro-deutschen Weißrussen herzustellen und sie für Vertrauenspositionen zu gewinnen. Diese sollten bei einer kommenden Auseinandersetzung mit Polen und der Sowjetunion genutzt werden. Gerullis hat dann auch später Kozłowski und etliche Weißrussen im Auftrag der Abwehr II militärisch für Sabotageakte ausgebildet.
Mendes Fachwissen und seine Kontakte zu den Volksvertretern pro-deutscher Nationalbewegungen der nichtrussischen Völker der Sowjetunion machten ihn zu einem unentbehrlichen Berater für Abwehr II und ApA der NSDAP und beförderten seine weitere politische Karriere. Nachdem der SD in gewisser Weise auf Distanz zu Mende gegangen war, begann in dieser Zeit der militärischen Geheimdienst Abwehr im Oberkommando der Wehrmacht (OKW) die Erfahrungen des Gerhard von Mende zu nutzen. Spätestens ab 1940 erhielt er selbst Reiseaufträge vom OKW. Ab 1941 war er Verbindungsmann des aus dem ApA hervorgegangenen sogenannten Ostministeriums (RMfdbO) zum OKW, Abwehr II.
Im Mai 1942 beauftragte ihn das Erziehungsministerium, Lehrveranstaltungen zum Themenkomplex „Volks- und Nationalitätenkunde der Sowjetasiatischen Völker“ zu halten.
Am 1. April 1944 wurde von Mende auf den zum Ordinariat erhobenen „Lehrstuhl für Volkstumskunde des Ostraumes“ in der Auslandswissenschaftlichen Fakultät der Friedrich-Wilhelms-Universität berufen.

## Tätigkeiten in der Kriegszeit

### Turkestaner
Alfred Rosenberg plante, in den Sowjetrepubliken östlich des Kaspischen Meeres ein Reichskommissariat Turkestan einzurichten. Der Turkologe Mende betreute in diesem Zusammenhang turkmenische Führer wie Mustafa Çokay (Çocayoglu) und Veli Kajum. Hitler wollte sich jedoch vorerst auf den Kaukasus und den europäischen Teil der Sowjetunion konzentrieren, weshalb die Absichten Rosenbergs bezüglich des Reichskommissariats Turkestan vorerst gestoppt wurden. Inzwischen befanden sich viele Turkmenen nach den ersten großen Kesselschlachten im Osten 1941 in den deutschen Kriegsgefangenenlagern. Als Mohammedaner identifizierten sie sich wenig mit dem ideologisch fremden Bolschewismus und waren daher für die Wehrmacht und die Abwehr II als Freiwillige interessant. Mende begann mit Hilfe von Mustafa Çokay, Veli Kajum und dem Major Andreas Mayer-Mader in den Turkestaner-Lagern nach Freiwilligen suchen zu lassen. Mayer-Mader hatte Asien-Erfahrung und stellte im Oktober 1941 den Verband „Tiger B“ für die Abwehr II auf, der Anfang 1942 zum Sammelbecken der „Turkestanischen Legion“ der Wehrmacht wurde.
Die Gestapo hingegen ließ in den Gefangenenlagern Kommunisten, Funktionäre und Juden erschießen. Da gefangene muslimische Turkestaner ebenso wie Juden beschnitten waren, fielen dieser Auslese anfangs auch Turkestaner zum Opfer. Mende wurde im Stalag 366 Siedlce östlich Warschau Augenzeuge solcher Aussonderungen. An der Judenvernichtung störte man sich offenkundig nicht, jedoch an der Ermordung der Turkestaner. Nachdem hunderte Turkestaner wegen ihrer Beschneidung exekutiert worden waren, hatten die politischen Vertreter der Turkestaner protestiert. Darauf änderte die Gestapo nach einer Besprechung am 12. September 1941 mit Vertretern von Abwehr II, des OKW und des Ostministeriums ihre Richtlinien. Nach dem Tod von Mustafa Çokay im Dezember 1941 übernahm Veli Kajum die Führung der Turkestaner und wurde damit wichtigste Verbindung Mendes zu den Turkestanern. Unter Veli Kajum und Andreas Mayer-Mader wurde im Frühjahr 1942 die sogenannte „Turkestanische Legion“ der Wehrmacht aufgestellt. Der turkmenische Nationalausschuss unter Veli Kajum wurde Ende 1942 nach Absprache zwischen Ostministerium (Mende) und RSHA (Heinz Gräfe) zum „National-Turkestanischen Einheits-Komitee“. Geheimdienstliche Verbindungen bestanden sowohl zur Abwehr II wie auch zum SD und beide Geheimdienste brachten Aktivisten in die Zielgebiete in Turkestan. Auch aus diesen Gründen blieb die Verbindung Mendes zum Führer des turkmenischen Nationalausschusses Veli Kajum bedeutend.

### Ostministerium
Kurz vor Kriegsausbruch mit der Sowjetunion wurde Mende im Juni 1941 vom OKW für das Ostministerium kriegsdienstverpflichtet. Man darf annehmen, dass die Verpflichtung im Interesse der Abwehr im OKW erfolgte und diese Mende als Berater in Volkstumsfragen benötigte. Jedenfalls begannen kurz nach dem Überfall auf die Sowjetunion im Juli 1941 Beauftragte des Ostministeriums mit Hilfe der Wehrmacht, Freiwillige in den Lagern über Kriegsgefangenen-Kommissionen anzuwerben. Gerhard von Mendes Kontakte zu den politischen Vertretern der Kaukasier und Turkestaner wurden in diesen Kommissionen gebraucht. Mende war als Experte Rosenbergs an der Bildung dieser Kommissionen beteiligt, die aus Angehörigen von Mendes Abteilung bestanden. Mit dem „Menschenmaterial“ sollte der verwaltungsmäßige Wiederaufbau der Ostgebiete erfolgen. Ukrainer, Russen, Kaukasier und Turkestaner wurden ausgesucht, um sie als Hilfspolizisten, Ordnungskräfte, als Propagandisten oder Vertrauensleute in die deutsche Besatzungsverwaltung zu integrieren.
Im Juni 1941 setzte sich Ministerialrat Georg Leibbrandt für eine Tätigkeit von Mendes in dem vom NS-Chefideologen Alfred Rosenberg geleiteten Reichsministerium für die besetzten Ostgebiete (RMfdbO) ein, wo von Mende von da an als Referatsleiter für den Kaukasus arbeitete (zunächst Abteilung I 5 „Kaukasien“, ab 1943: Führungsgruppe III „Fremde Völker“). Die Abteilung Allgemeine Politik stand unter der Leitung des Juristen Otto Bräutigam, dem Verbindungsmann des RMfdbO zum Auswärtigen Amt. In der Folge galt von Mende im RMfdbO mehr und mehr als Experte der emigrierten Vertreter der kaukasischen Völker.
Am 1. Oktober 1941 wurde von Mende von der Reichsuniversität Posen auf den Lehrstuhl für Volks- und Landeskunde der Sowjetunion in die Berliner Friedrich-Wilhelms-Universität berufen. Am 20. Januar 1942 nahmen Georg Leibbrandt und Staatssekretär Alfred Meyer, beide ebenfalls Mitarbeiter von Alfred Rosenberg im RMfdbO, an der Wannseekonferenz teil, auf der die Koordination des Massenmordes an den Juden beschlossen wurde. An der ersten Nachfolgekonferenz nahm auch Gerhard von Mende teil. Diese fand am 29. Januar 1942 in den Räumen des RMfdbO auf der Berliner Rauchstraße 17/18 statt. Über den Genozid an der jüdischen Bevölkerung in den besetzten Ostgebieten war von Mende genauestens informiert. Am 7. Februar 1942 verfasste Erhard Wetzel aus dem RMfdbO, der Verfasser des Gaskammerbriefs, einen geheimen Bericht für Otto Bräutigam über eine Besprechung im Berliner RMfdbO über die Frage der rassischen Eindeutschung, insbesondere in den baltischen Ländern. An dieser Sitzung nahm auch von Mende teil. Die Teilnehmer kamen zu dem Schluss, „dass bezüglich des Frage des Ostlandes vorher eine genaue Überprüfung der Bevölkerung zu erfolgen habe, die nicht als rassische Bestandsaufnahme firmiert werden dürfte, vielmehr als hygienische Untersuchung u. dgl. getarnt werden müsse, damit keine Unruhe in der Bevölkerung entstehe.“
Im Oktober 1941 wurde Gerhard von Mende offiziell Leiter der Kaukasus-Abteilung im neuen Reichsministerium für die besetzten Ostgebiete (RMfdbO). Wie zuvor berichtete er als Leiter der Länderabteilung I/5 Kaukasus wieder an Georg Leibbrandt, der nunmehr Chef der Hauptabteilung I/Politik im Ostministerium war. Zugleich war Mende Verbindungsmann zur Abwehr II. Die Abwehr II war für geheime Sabotage- und Zersetzungsoperationen mit Hilfe nationaler Minderheiten zuständig. Die Aufgabe von Abwehr II war die militärpolitische Bewertung und Ausnutzung der politischen, insbesondere der nationalen und sozialen Spannungen beim Gegner. Die kluge Führung oppositioneller Gruppen und ihre Steuerung wurde als wirksames Kampfmittel und als latente Gefahr für den feindlichen Staat betrachtet. Gerhard von Mende war im Ostministerium treibende Kraft einer Zersetzungsstrategie gegenüber der Sowjetunion, wie sie auch im Sinn von Alfred Rosenberg war, der die „Dekomposition des Russischen Imperiums“ betrieb. Diese Politik zielte darauf ab, die Sowjetunion durch die Gründung nationaler Minderheitenvertretungen aus dem Kaukasus und der angrenzenden Turkvölker in kleine, kontrollierbare Teile zu zersplittern. Zu diesem Zweck wurden unter Mende kaukasische und turkestanische Nationalausschüsse gebildet, die vom Ostministerium gesteuert wurden. Mendes Verbindung zu den Politikern des an Volksgruppen zahlreichen Kaukasus waren der Schlüssel dazu. Außerdem stimmte Mende als Verbindungsmann zur Abwehr II die Geheimoperationen der Abwehr mit den politischen Zielen seines Ministeriums im Kaukasus ab. Geheime Operationen sollten militärisch wichtige Objekte, wie Ölförderanlagen oder Bergpässe im Kaukasus sichern und die lokale Bevölkerung auf den deutschen Einmarsch vorbereiten.

### Kaukasier
Minister Alfred Rosenberg bevorzugte in kaukasischen Fragen die Georgier, die den kaukasischen Block führen sollten. Rosenbergs georgischer Chefberater war der eingebürgerte Physiker Alexander Nikuradse. Nikuradse betrieb für Rosenberg das Institut für kontinentaleuropäische Forschung und hatte eine umfängliche Ostbibliothek eingerichtet. Mende indes hatte als Volkstumsexperte die Kontakte zu den politischen Vertretern der Kaukasier und koordinierte deren Wünsche mit den politischen Absichten des Ostministeriums. Vom Ostministerium wurde ferner der Jurist Ehrenfried Schütte 1942 als Leutnant und Verbindungsmann zum kaukasischen Abwehr-II-Verband „Bergmann“ zu Prof. Oberländer abgeordnet. 1942 waren in Berlin zur Vorbereitung auf den Kaukasus-Feldzug Nationalausschüsse gegründet worden, in denen Georgier, Armenier, Aserbaidschaner, Turkmenen und Nordkaukasier vertreten waren. Diese Nationalvertretungen wurden von Gerhard von Mende betreut und sollten helfen, für den designierten Reichskommissar Arno Schickedanz im Kaukasus die Verwaltung einzurichten. Dabei erhofften sich die Nationalvertreter, eine gewisse Unabhängigkeit zu erlangen. Im Ostministerium unter Mende hatte man dazu einen „Aufbaustab Kaukasus“ eingerichtet.
Der Vertrauensmann der deutschen Geheimdienste in Paris, Michael Kedia, war im Herbst 1941 als Abgesandter der georgischen Exilregierung in Paris nach Berlin gekommen und befand sich hier in einem semi-diplomatischen Status. Er war nach Wladimir Achmeteli, dem Leiter der Georgischen Vertrauensstelle in Berlin, die Nummer zwei in der Rangfolge der Georgier bei den Deutschen. Nach dem Tod von Wladimir Achmeteli am 12. August 1942 übernahm Kedia die Aufgaben von Achmeteli und wurde zum Hauptansprechpartner nicht nur der Georgier im deutschen Machtbereich, sondern der Kaukasier insgesamt, deren Föderation er anstrebte.
Im Oktober 1943 entstand unter Mende aus dem bisherigen georgischen Nationalausschuss im Ostministerium der georgische Verbindungsstab. Der Verbindungsstab war nur beratend tätig. Die Leitung hatte der eingebürgerte Georgier und Gutsbesitzer Georg Magalow, Sprecher und eigentlicher Kopf des Verbindungsstabes war aber Michael Kedia. Kedia scharte jüngere Vertraute um sich, die sich vom NS-Staat Unterstützung erhofften. Gerhard von Mende zog diesen Personenkreis als Vertreter Georgiens in seine Stäbe im Ostministerium. Mende entwickelte sich aufgrund seiner Stellung und seinen Beziehungen zur Abwehr zu einem Koordinator der geheimen, politischen Kriegsführung im Kaukasus.

### Geheimunternehmen im Kaukasus
Eine Gruppe der Abwehr II wurde im Juli/August 1942 per Fallschirm im Kaukasus um Maikop und Grozny abgesetzt und sollte die Sprengung der Erdölanlagen verhindern. Nur einzelnen Angehörigen dieses „Unternehmen Schamil“ gelang die Rückkehr, die meisten fielen in die Hände der Sowjets. Michael Kedia hatte bereits in Frankreich damit begonnen, freiwillige Georgier für die Abwehr II zu rekrutieren. Diese Georgier kamen im September 1942 im Rahmen der Unternehmen „Tamara I“ und „Tamara II“ per Fallschirm im Kaukasus zum Einsatz und sollten die Georgier auf den deutschen Einmarsch vorbereiten. Ähnlich wie die Fallschirmagenten von „Schamil“ fielen die meisten in die Hände des NKWD. Daneben war im Kaukasus der Sonderverband „Bergmann“ der Abwehr II mit Hauptmann Prof. Theodor Oberländer als Berater eingesetzt. Die Einheit sollte u. a. den Vormarsch der Wehrmacht begleiten. Der Verband war im August 1942 im Kaukasus eingetroffen und hatte bis Ende Oktober 1942 die nordkaukasische Stadt Naltschik in Kabardino-Balkarien erreicht. Die militärische Lage erzwang danach im Winter den Rückzug aus dem Kaukasus.
Nicht nur die Abwehr, sondern auch der SD war im Kaukasus aktiv, denn das „Kaukasische Experiment“ der Wehrmacht konnte nur funktionieren, wenn es die politische Unterstützung der kaukasischen Völker gewann. Die politische Kontrollinstanz im Reich aber war der SD. Zentrum dieser politischen Aktivitäten von Wehrmacht, Ostministerium und SD war Stawropol (Woroschilowsk), zugleich Sitz der Heeresgruppe A. Bevollmächtigter des RMfdbO bei der Heeresgruppe A im Kaukasus in Stawropol wurde im November 1942 Otto Bräutigam. Mende sollte ihn Ende 1942 ablösen, wozu es wegen der Kriegslage aber nicht mehr kam.
Der politische Auslandsgeheimdienst im Amt RSHA VI C des SD unter Heinz Gräfe und Erich Hengelhaupt hatte im November 1942 in Stawropol den „Sonderstab Kaukasus“ etabliert. Die Leitung hatte der vormalige Mitarbeiter im Wannsee-Institut des SD, Obersturmführer Hans Dressler, der an den Leiter des Zeppelin-Kommandos des SD bei der Einsatzgruppe D, Sturmbannführer Walter Kurreck, angehängt war. Der Sonderstab Kaukasus war eine übergreifende Einrichtung unter Kontrolle des SD und bestand aus denjenigen Mitgliedern der kaukasischen Nationalvertretungen, die bei den deutschen Geheimdiensten besonderes Vertrauen genossen. Es gab eine georgische, nordkaukasische, armenische und aserbaidschanischer Gruppe in diesem Sonderstab. Der Sonderstab Kaukasus bestand nur bis Januar 1943, danach mussten sich die Deutschen aus dem Kaukasus zurückziehen. Somit befanden sich die Vertreter der Nationalausschüsse bei Mendes Kaukasus-Abteilung wieder im Spannungsfeld zwischen Abwehr und SD und haben sicher auch die unterschiedlichen Strömungen in beiden Geheimdiensten wahrgenommen. Die meisten fühlten sich von der Abwehr besser behandelt, waren aber klug genug, ebenso mit dem SD zusammenzuarbeiten.
Die Leitung des georgischen Teils im Sonderstab übertrug man dem Georgier Michael Kedia. Kedia gehörte zu den engsten Vertrauten von Gerhard von Mende. Die Mitglieder des „Sonderstabs“ sollten Polizeieinheiten zur Aufrechterhaltung der Ordnung und die Verwaltung im Nordkaukasus organisieren. Dazu wurden in großer Anzahl auch Kriegsgefangene kaukasischer Nationalität aus den Lagern herausgezogen, weshalb Walter Kurreck und dessen Zeppelin-Einsatzkommando D daran beteiligt war. Kurrecks Leute holten mit Unterstützung der Nationalausschüsse sowohl Kaukasier für Verwaltungsaufgaben wie auch für Polizeiaufgaben aus den Lagern und schulten einige davon für Einsätze im Rahmen des Unternehmen Zeppelin.
Auch der Sonderstab Kaukasus musste sich mit Gerhard von Mende Kaukasus-Abteilung abstimmen, der ja Verbindungsmann zur Abwehr II war und jetzt auch Einblicke in die Arbeit des SD erhielt. Gerhard von Mende hat selbst nach dem Krieg eine umfängliche Abhandlung zu den „Unternehmen Mainz I und II“ des Unternehmen Zeppelin des SD geschrieben.

### Abteilung Fremde Völker
Ab August 1943, nachdem Gottlob Berger vom SS-Hauptamt die Stelle von Leibbrandt übernahm, wurde die Hauptabteilung I/Politik in Führungsstab Politik umgetauft. Gerhard von Mende war fortan Leiter der Führungsgruppe P3/Fremde Völker im Ostministerium und war jetzt auch für weitere Volksgruppen zuständig. Zur Abteilung Fremde Völker gehörten die Referate Kaukasus, Turkvölker, Ukrainer, Russen, Weißruthenen, Kosaken und Baltische Völker. Allerdings kümmerte sich Mende weiter hauptsächlich um Kaukasier und Zentralasiaten, während Otto Bräutigam die Verantwortung für die Übrigen übernahm. In Mendes Führungsgruppe wurden Referate und Leitstellen für die verschiedenen Völker eingerichtet. Diese steuerten die Nationalausschüsse bzw. Verbindungsstäbe dieser Völker, die sich weiter in politische, militärische und propagandistische Abteilungen aufgliederten.
Die Einflussnahme der SS erleichterte die Rekrutierung von Freiwilligen durch Bergers SS-Hauptamt aus diesen Völkern. Damit war Mendes Abteilung in die Rekrutierungsmaßnahmen für die Waffen-SS eingebunden und stand fortan im engen Kontakt zur entsprechenden Stelle des SS-Hauptamtes. Das war die Freiwilligen-Leitstelle Ost unter Fritz Arlt, zuständig für die Waffen-SS-Verbände von Balten, Ukrainer, Weißrussen, Kosaken usw. In geringem Umfang kamen auch Kaukasier zur Waffen-SS.
Unabhängig von der politischen Betreuung der Waffen-SS blieb das Ostministerium weiter für die Freiwilligenverbände der Wehrmacht zuständig. Das bedeutet, die politischen Führer der Volksgruppen hatten über das koordinierende Ostministerium mit SS und Wehrmacht zu tun. Ihre beiden Hauptansprechpartner waren weiter Otto Bräutigam und Gerhard von Mende. Diese enge Bindung an Berger bzw. die SS sicherte den Einfluss von Gerhard von Mende auf die Völker des Ostens und deren Vertretern bis Kriegsende. Trotz des Bedeutungsverlustes des Ostministeriums und der Schwächung der Abwehr nach dem Hitler-Attentat war Mende wichtig, denn er genoss weiter das Vertrauen der politischen Führer dieser Völker.
Unter Gerhard Berger tauchte 1944 ein erneuter Konkurrent für Gerhard von Mende in Gestalt von Reiner Olzscha auf. Der Mediziner Olzscha war 1943 Vorsitzender der neugegründeten Arbeitsgemeinschaft Turkestan in der SS geworden. Der SS-Hauptsturmführer Olzscha wurde aufgrund seiner Interessen an den Turkestanern zum Konkurrenten von Gerhard von Mende. Olzscha im SS-Hauptamt und Mende im Ostministerium rangen in ihren unterschiedlichen Funktionen unter Berger um die Deutungshoheit in der politischen Kriegführung muslimischer Völker gegen die Sowjetunion. Hauptstreitpunkt war, dass Gerhard von Mende bisher eine kleinteilige Zersetzungspolitik gegenüber der Sowjetunion verfolgte und für jede Volksgruppe eigene Nationalvertretungen etabliert hatte. Olzscha verfolgte dagegen einen glaubensorientierten, ganzheitlichen Ansatz in Form des Pantürkismus und Panislamismus. Das SS-Hauptamt bemängelte die „bisherige, dem sowjetischen Vorbild entlehnte Zersplitterungspolitik“ des Ostministeriums. Von Mende wandte sich wiederholt gegen die Ideen Olzschas und schrieb dazu an Berger. Jedoch hatte zu diesem Zeitpunkt aufgrund des negativen Kriegsverlaufs die politische Kriegführung der SS eine weitaus größere Dimension als die Zersetzungsstrategie des Ostministeriums.
Nach einigen Besprechungen der Kontrahenten Gerhard von Mende und Reiner Olzscha mit Fritz Arlt vom SS-Hauptamt im September und Oktober 1944 musste Mende dem Druck des SS-Hauptamtes nachgeben. Am 20. Juli 1944 befahl Heinrich Himmler, sämtliche Angehörige von Turkvölkern in der Waffen-SS in einem osttürkischen Waffenverband unter Harun-el-Raschid zusammenzufassen. In aussichtsloser Lage desertierten große Teile dieses Verbandes 1944 auf dem Balkan und 1945 in Italien. Die Reste gerieten in US-Kriegsgefangenschaft. Die meisten der Gefangenen wurden an die Sowjetunion ausgeliefert.

### Kriegsende
Nach dem Einmarsch der Amerikaner in Paris am 25. August 1944 rekrutierte der US-Geheimdienst OSS (Office of Strategic Services) dort den aus Deutschland geflüchteten weißrussischen Emigrant Youri Skarjinski. Skarjinski alias Winogradow sollte für die Amerikaner die geheime Mission RUPPERT in Deutschland ausführen. Seine Zielpersonen waren die Georgier um Gerhard von Mende, namentlich Michael Kedia und Alexander Tsomaja, die beide mit dem SD zusammenarbeiteten. Die Operation RUPPERT war aber weniger eine Operation des US-Geheimdienstes OSS, sondern vielmehr eine zuvor eingefädelte Operation des SD. Der für die Ost-Freiwilligen der Waffen-SS zuständige Fritz Arlt hatte zusammen mit Gerhard von Mende und Michael Kedia bereits im November 1944 den Plan verfolgt, mit den Westalliierten über die Schweiz in Verbindung zu treten. Skarjinskis Kontaktleute um Erich Hengelhaupt vom SD, Gerhard von Mende und einigen Georgiern um Michael Kedia beschlossen 1945, Skarjinski erneut zu den Amerikanern zu schicken. Skarjinski erhielt mit Hilfe von Gerhard von Mende und dessen Verbindungen Papiere von der Abwehr und gelangte Mitte April 1945 unversehrt zum OSS, wo er Bericht erstattete.
Skarjinski erklärte, dass Kedia und Prof. Gerhard von Mende ein umfangreiches Netz von Kaukasiern befehligt hatten und nun Kontakt zu den Amerikanern suchten. Ziel sei es, die Kaukasier in deutschen Diensten vor der Auslieferung an die Sowjets zu bewahren. Deshalb würden Kedia und Mende versuchen, in die Schweiz nach Genf zum dortigen Roten Kreuz zu gelangen. Kedia kam dann tatsächlich mit einer Gruppe von Georgiern, darunter Alexander Tsomaja, sowie Prof. Gerhard von Mende und Erich Hengelhaupt im April 1945 an der Schweizer Grenze an, doch nur Kedia durfte einreisen. Von Mende, der den Falschnamen Georges Metrevelli führte, wurde zusammen mit den übrigen Georgiern in ein französisches Internierungslager am Rhein verbracht. Erich Hengelhaupt hatte sich zuvor von der Gruppe abgesetzt.
Vertreter des OSS und der Doppelagent Skarjinski trafen sich Ende April 1945 in der Schweiz mit Kedia, doch das OSS war von Kedia enttäuscht und befand ihn für eine Zusammenarbeit ungeeignet. Unter dem Datum 28. April 1945 reichte Kedia dann sein Gesuch bei den Amerikanern ein, die Georgier in deutschen Diensten von der Auslieferung an die Sowjetunion zu bewahren. Doch die Alliierten hatten in der Konferenz von Jalta im Februar 1945 beschlossen, alle Kriegsgefangenen, Soldaten und Zwangsarbeiter der Sowjetunion dorthin zurückzuführen. Ausgerechnet Stalins georgische Landsleute von einer Repatriierung auszunehmen, war also unrealistisch. Allerdings durfte Kedia in der Schweiz bleiben.
Im Juli 1945 befand sich Prof. Gerhard von Mende noch im französischen Internierungslager, nach wie vor unter dem Falschnamen Georges Metrevelli. Oberleutnant Peter M. Sichel, einer der Mitarbeiter von OSS-Chef Allen Dulles in Bern, sammelte im Auftrag des OSS die Georgier und von Mende bei den Franzosen ein und setzte den OSS-Repräsentanten Richard Helms (von 1966 bis 1973 CIA-Chef) in Wiesbaden ins Bild. Helms blieb den Georgiern gegenüber reserviert. Eine Zusammenarbeit des Gerhard von Mende und der Georgier mit den Amerikanern kam deshalb nicht zustande. Nach kurzer Internierung in Oberursel (Camp King) im Juli/August 1945 entließen die Amerikaner Gerhard von Mende.

## Tätigkeiten in der Nachkriegszeit

### Britischer Geheimdienst
Als Mende bei den Amerikanern keinen Erfolg hatte, zog er im August 1945 nach Übelngönne in der britischen Besatzungszone zu seiner Frau Karo Espeseth. Auf amerikanische Empfehlung hin wandte sich Gerhard von Mende dann am 31. Oktober 1945 schriftlich an den Major „Morrison“ vom britischen Geheimdienst und bot seine Dienste an. Beim britischen Secret Intelligence Service (SIS), kurz MI6, war man im Umbruch und der Dienst wurde neu gegliedert. Die Emigrantenoperationen beim SIS leitete Commander Wilfred Dunderdale, seines Zeichen Leiter des Special Liaison Centre (SLC). Der Partylöwe Dunderdale, der einer der Paten für Ian Flemings „James Bond“ war, hatte vor dem deutschen Einmarsch in Paris die Kontakte zu den dortigen Emigranten gehalten, die dann 1940 von den Deutschen – u. a. von Erich Hengelhaupt vom SD – übernommen worden waren. Dunderdale wollte seine Vorkriegs-Kontakte wiederbeleben, doch inzwischen waren jüngere Führer in den Exilgruppen aktiv, die eng mit den Deutschen unter Gerhard von Mende kooperiert hatten. In diesem Zusammenhang ist Mende für die Briten wichtig geworden, zumal seine Verbindungen noch aktuell waren. Mende erhielt von den Briten 1946 ein großzügiges Haus, Dienstwagen mit Fahrer, Dienstmädchen, Verpflegung und ein ordentliches Gehalt. Außerdem erhielt er die Erlaubnis, an der Universität Hamburg als Professor für Russlandkunde zu arbeiten.
Um die Jahreswende 1946/47 fanden mehrere Treffen von Gerhard von Mende, Erich Hengelhaupt und den Georgiern Michael Alschibaja und Alexander Tsomaja in Niedersachsen statt. Die Amerikaner hatten die Gruppe beobachtet und baten die Briten um Auskunft. Simon Gallienne, Leiter des SIS Germany, gab den Amerikanern die Antwort, dass Wilfred Dunderdale mit der Gruppe in Kontakt stünde. Dunderdale, Mende und Hengelhaupt waren Spezialisten in der Arbeit mit Exilpolitikern antisowjetischer Völker. Ziel des SIS war es jetzt, mit Hilfe der Georgier Operationen im Kaukasus gegen die Sowjetunion nach dem Muster des Unternehmen Zeppelin durchzuführen. Die Briten erhielten von den Deutschen und Georgiern die dafür nötigen Informationen. Allerdings war beim SIS Dunderdales Kollege Harold „Kim“ Philby für die Sowjetunion zuständig und Philby war sowjetischer Spitzenagent. Philby wurde 1947 Vertreter des MI6 in Istanbul und organisierte die Operationen „Climber I und II“ der Briten nach dem Muster der von Gerhard von Mende und den Georgiern begleiteten Zeppelin-Operationen gegen die Sowjetunion. Gerhard von Mendes undatierte Nachkriegs-Niederschrift zur SD-Operation „Mainz“ dürften demnach für die Briten erfolgt sein. Die Einsätze hatte Philby natürlich alle verraten und sicher auch die von Mende und dessen Kontaktleuten übermittelten Personallisten. Philbys Verrat wurde erst viel später bekannt, weshalb der britische und damit indirekt der sowjetische Einfluss auf den weiteren Weg des Gerhard von Mende eine große Unbekannte sind.

### Antibolschewistischer Block der Nationen (ABN)
In München war am 16. April 1946 der Antibolschewistische Block der Nationen (ABN) gegründet worden. Das war ein Zusammenschluss nichtrussischer Völker der Sowjetunion unter der Führung der Ukrainischen Nationalisten um Jaroslav Stetsko und Stepan Bandera. Im ABN waren außerdem Kaukasier, Belarussen, Balten und Turkvölker vereint. Der von Ukrainern dominierte ABN wurde für die Briten um Dunderdale interessant, nachdem dessen alten Vorkriegs-Emigranten keine Rolle mehr spielten. Gerhard von Mende begann, seine Beziehungen spielen zu lassen, um den ABN für die Briten zu erschließen. Im Juni 1947 notierte der amerikanische CIC-Special-Agent Camille S. Haidu zu Mende: „Derzeit arbeitet der Betroffene [v. Mende] für den britischen Geheimdienst und rekrutiert Assistenten unter deutschen Wissenschaftlern, die Experten für östliche Angelegenheiten sind.“ Mit Unterstützung von Mende entwickelte sich der ABN zum Zentrum der antisowjetischen Exilbewegungen. Im November 1947 gehörten dem ABN bereits belarussische, jugoslawische, russische und slowakische Vertreter sowie unterschiedlich Kosakengruppen an. Bald sollten weitere Repräsentanten anderer Nationen hinzukommen.
Allerdings hatte der ABN seinen Hauptsitz in München in der US-Zone, weshalb Mende 1947 als Kontaktmann zu den Ukrainern in München den in seiner Nachbarschaft wohnenden Ex-Sturmbannführer Walter Schenk anwarb, der in Lemberg für den SD die Ukrainer betreut hatte. Gerhard von Mende bot laut Schenks Tochter eine Tätigkeit für den „amerikanischen“ Geheimdienst in München an. Schenk sollte ein Netz aus Emigranten aufbauen. Zu diesem Zweck erstelle Schenk Listen von Ukrainern, mit denen er zwischen 1941 und 1944 Kontakt hatte. Tatsächlich ging es aber um die Verbindung zum ABN in München, die Schenk dann für Mende hielt. Eine weitere Werbung Mendes im Sommer 1947 war Wolodymyr Kubijowytsch, der in München an der Freien Ukrainischen Universität Geografie lehrte und ukrainischer Nationalist war. Während des Krieges hatte er im Auftrag der SS unter Fritz Arlt die ukrainische Selbstverwaltung im besetzten Krakau und dann in Lemberg (siehe Schenk) organisiert. Schon am 25. Juli 1947 gelangte Mendes Protegé Michael Alschibaja in den von Mende im Auftrag der Briten betreuten Antibolschewistischen Block der Nationen (ABN). Alschibaja wurde der Erste Sekretär der Georgier im ABN. Alschibaja wurde kurz darauf auch für die Organisation Gehlen tätig.
Im April 1948 bestand Mendes Arbeit für die Briten darin, Turkestaner und Kaukasier im ABN zu positionieren und eine „Wissenschaftliche Vereinigung“ auf ideologisch-politischer Basis aufzubauen. Zu den Zielen gehörten die militärisch-politische Ausbildung an britischen Offiziersakademien, eine Ausbildung im Presse- und Propagandadienst und die Absolvierung von besonderen Befragungsschulen für Kriegsgefangene. Professor von Mende nutzte den ABN, um mit Hilfe des MI6 seine Schützlinge in entsprechende politische Positionen zu bringen. Mendes wichtigste Unterstützer im ABN waren die Ukrainer Jaroslav Stetzko und Roman Ilnytzkij, der Turkmene Veli Kajum und die Kaukasier Michael Alschibaja sowie Ahmed Nabi Magoma.

Über den ABN und die Ukrainer starteten 1948 die von Mende immer propagierten Zersetzungsoperationen der Briten gegen die Sowjetunion mit Hilfe ehemaliger Kollaborateure. 1949 schrieb Gerhard von Mende zu seinen Aktivitäten dann auch:
„Ziel meiner Arbeit ist es, die Völker der Sowjetunion als Waffe im Kampf gegen den Bolschewismus und den russischen Imperialismus zu verwenden. Die Völker sind ein naturgegebenes Sprengungsmittel, auf das bei der räumlichen Größe der Sowjetunion nicht verzichtet werden kann.“
Im März 1949 begann Mende bei einem Besuch des ABN in München eine Reise von Stetsko und dem Turkestaner Veli Kajum nach London vorzubereiten. Es sollten Gesprächen mit den Briten geführt werden. Den nötigen Pass für Kajum wollte von Mende beschaffen. Im Jahr darauf fand die erste internationale ABN-Konferenz vom 12. bis 14. Juni 1950 im schottischen Edinburgh statt. Stetsko und Kajum hielten dort mit anderen ABN-Führern Reden. In Schottland gab es eine starke antisowjetische Diaspora. Insbesondere viele ehemalige Angehörigen der ukrainischen SS-Division hatten hier Zuflucht gefunden und mit Hilfe des MI6 waren einige von ihnen zu Einsätzen in die Sowjetunion gelangt.

### Beziehungen zu Bundesbehörden in Deutschland
Nach Gründung der Bundesrepublik Deutschland 1949 begann sich Gerhard von Mende langsam von den Briten zu lösen. Über seine vielfältigen Kontakte nahm Mende Verbindung zu deutschen Politikern und zu den Amerikanern auf. Mende war von den Briten enttäuscht, weil sie keinen Deutschen in führender Rolle akzeptierten, weil sie Mendes Unterlagen nicht zurückgaben und sein britischer Führungsoffizier durch einen inkompetenten „Major Gordon“ ersetzt worden war. Bereits im August 1950 wandte sich Gerhard von Mende an das Bundesministerium für gesamtdeutsche Fragen (BMG) und empfahl wärmstens seine Verbindungen zur ukrainischen und weißrussischen Emigration und zum ABN. Ihm ging es bereits damals darum, eine Steuerung der Ostemigration nicht nur von britischer, sondern auch von deutscher Seite zu erreichen „um etwaigen unliebsamen Entwicklungen sofort begegnen zu können“ wie er meinte. Im Oktober 1950 hielt Gerhard von Mende gegenüber dem ABN fest, dass es am Günstigsten wäre, hierfür eine interministerielle Stelle in Bonn zu errichten, was aber bei den deutschen Stellen im augenblicklichen Stadium nicht durchzusetzen wäre. Ab 1951 wurde der ABN allerdings dann doch von deutschen Stellen finanziert. Am 19. Januar 1951 berichtete Dean Acheson, Unterstaatssekretär im U.S. State Department, dass Mende versuche, ein deutsches Regierungsamt zu erhalten. Anscheinend unterstützten die Briten dieses Vorhaben, denn Gerhard von Mende wurden im November 1951 von den Briten noble Wohn- und Arbeitsräume in der Düsseldorfer Cecilienallee 52 zur Verfügung gestellt.

### „Büro für heimatvertriebene Ausländer“
Die Briten wollten auch Gerhard von Mende in deutschen Diensten weiter als Schnittstelle zur Ostemigration nutzen. Offensichtlich fühlten sie beim neuen Chef des Bundesamtes für Verfassungsschutz (BfV) Otto John und der Bundesregierung diesbezüglich vor. Tatsächlich besprach sich Otto John am 7. April 1952 mit Gerhard von Mende zu diesen Plänen. John wollte für verschiedene deutsche Stellen eine Beobachtung der östlichen Emigration installieren und die Anschubfinanzierung aus dem BfV übernehmen. Gerhard von Mende sollte die Leitung dieser Stelle übernehmen und Informationen zum sozialen, kulturellen und politischen Sektor sammeln. Sicherheitsaufgaben wären dagegen Sache des BfV. Mit anderen Worten, Gerhard von Mende sollte seine geheimdienstliche Beratertätigkeit während des Krieges und für die Briten nun für die Bundesrepublik fortsetzen. Zu diesem Zweck wurde eine Tarneinrichtung des Verfassungsschutzes eingerichtet, das „Büro für heimatvertriebene Ausländer“ (BfhA).
Bundesdeutsche Behörden begriffen die osteuropäischen Emigrantengruppen schon früh als Akteure, die der Sowjetunion und ihren Verbündeten durch Sabotage und Zersetzungsarbeit empfindlich schaden könnten. Das im Jahr 1952 von Gerhard von Mende gegründete BfhA, dass später in „Forschungsdienst Osteuropa“ umbenannt wurde, diente diesem Zweck. Es versorgte Ministerien, Bundes- und kommunale Behörden mit Wissen über die Staaten Osteuropas unter Nutzung der jeweiligen Presse und Radioberichte und der Kenntnisse politischer Emigranten. Das BfhA war wesentlicher Akteur der „Gegnerforschung“ im Kalten Krieg und stand insofern in der Tradition nationalsozialistischer Einrichtungen.
Die Gegenstellen in den einschlägigen Ministerien waren dann auch mit Akteuren besetzt, die exakt diesen Hintergrund hatten. Die Propaganda gegen den Osten koordinierte im Gesamtdeutschen Ministerium der baltendeutsche Referatsleiter Ewert von Dellinghausen, während des Krieges Kriegsverwaltungsrat in Südrussland. Die Abteilung Osteuropa, die das BfhA schließlich finanzierte, wurde vom NS-Diplomaten Otto Bräutigam geleitet, einem Kollegen von Gerhard von Mende im vormaligen Ostministerium. Persönlicher Referent von Bundesvertriebenenminister Theodor Oberländer, der im Krieg eng mit Mende zusammengearbeitet hatte, war ex-SS-Obersturmführer Gerhard Wolfrum. Wolfrum war in Südrussland in der Volkstumsarbeit aktiv gewesen und war u. a. im Vertriebenenministerium zuständig für heimatlose Ausländer.
Neben der Nutzbarmachung landeskundlicher Kenntnisse, die über die Dossiers wiederum Eingang in außenpolitische Erwägungen und Strategien fanden, ging es dabei schon früh darum, Unterwanderungsversuche östlicher Geheimdienste zu verhindern. In den 50er Jahren hatten die Landesämter für Verfassungsschutz wenig Erkenntnisse über die Emigranten. Nur in Bayern waren bereits seit 1951 Kompetenzen hinsichtlich der Beobachtung von „politisch bedenklichen Elementen“ unter den „heimatlosen Ausländern“ geschaffen worden. Eine Arbeitsgruppe in der Abteilung II des BfV, die anfallenden Erkenntnisse über die „Ostemigration“ auswerten sollte, bestand lediglich aus einem Mitarbeiter ohne weitergehende Sprachkenntnisse oder Befugnisse. Die Expertise für die Emigrantengruppen aus Osteuropa war weitgehend an das BfhA unter Gerhard von Mende ausgelagert worden. Hier wurden die Personeninformationen des Auswärtigen Amts und des bayerischen LfV zu einer großen Kartei zusammengefasst. Das vom AA finanzierte BfhA erhielt so direkten Zugang zu Informationen des Verfassungsschutzes, während des BfV hier nur wenig eigene Kompetenzen entwickelte. Das BfhA war in erster Linie den Zielen der deutschen Ostpolitik verpflichtet und an den Exilorganisationen vor allem hinsichtlich ihrer unterstützenden Rolle bei deutschen Rehabilitierungsbemühungen und der Revision der Ostgrenzen interessiert.
Gerhard von Mende arbeitete fortan für das Bundesamt für Verfassungsschutz. Zuständig für Mende war im BfV die Abteilung II unter Richard Gerken, seit Januar 1952 Leiter der Informationsbeschaffung des BfV. Der gleichfalls von den Briten geförderte BfV-Chef Otto John hatte Gerken zum BfV geholt. Gerken war im Krieg zuletzt Hauptmann der Abwehr II gewesen und hatte das Frontaufklärungskommando 213 an der Westfront geleitet. Er geriet bei Kriegsende in britische Gefangenschaft und war dort sehr kooperativ. Auch nach seiner Rückkehr nach Deutschland scheint er eng mit dem britischen Nachrichtendienst kooperiert zu haben, denn die Briten förderten ihn in seiner Entwicklung trotz der bekannten Vergangenheit.
Gerhard von Mende war von September 1952 bis Juni 1957 als „Freier Mitarbeiter“ das BfV aktiv. Das von Gerhard von Mende eingerichtete „Büro für heimatvertriebene Ausländer“ diente Gerken ab 1952 dazu, geeignete V-Leute zu finden. Gerhard von Mende selbst trug beim BfV den Decknamen OSTMANN. Mendes Büro sollte sich außerdem weiterhin mit den britischen Stellen abstimmen, wobei sich ein „Mr. Bailey“ bereits im Dezember 1952 darüber mit Gerhard von Mende einig war. Otto John, der Leiter des BfV, war darüber unterrichtet.
Von Otto John über Richard Gerken bis hin zu Gerhard von Mende wird hier eine Linie erkennbar, die eindeutig auf britische Einflussnahme hindeutet. Gerken jedenfalls stand ähnlich wie Mende weiterhin mit den Briten in Verbindung. Die Kontakte zum BfV liefen offensichtlich über die Chief Political Officer der Briten, also des MI6 in Düsseldorf und Hannover. Genannt wird der Deputy Chief Political Officer in Düsseldorf, L. O. Brown. Die Personaleinstellungen des BfV wurden von den alliierten Hochkommissaren überwacht, die hierfür sogenannte Sicherheitsdirektoren einsetzten. Diese hatten so das letzte Wort in Personalangelegenheiten.
Laut Gerhard von Mende wurde sein BfhA in Düsseldorf als Bundesstelle zur Koordinierung aller Fragen der Ostemigration geschaffen. Die Koordinierung erfolgte in erster Linie mit den an der Ostemigration interessierten Bundesministerien: dem Auswärtigen Amt, dem Innenministerium, dem Bundeskanzleramt und den Ministerien für Vertriebene und gesamtdeutschen Fragen. Das Büro arbeitet ab 1. Februar 1953 provisorisch und ab 1. April 1953 voll. Seine Aufgaben bestanden aus der politischen Beratung (Empfehlung oder Warnung im Kontakt mit den Gruppen der Ostemigration), aus der kulturellen Betreuung der Ostemigration (Erteilung von Studienstipendien und Vergebung von Forschungsaufträgen an geeignete Emigranten) und die Informationsgewinnung über Einzelpersonen der Ostemigration. Zu den ersten Mitarbeitern des Büros für heimatvertriebene Ausländer gehörten alsbald ex-SD-Sturmbannführer Walter Schenk, der bisher für von Mende die Verbindung zum ABN gehalten hatte und der baltendeutsche Diplomat und Journalist Walter Conradi. Conradi war während des Krieges als Leiter des Referats „Osteuropa“ in der Rundfunkpolitischen Abteilung des Auswärtigen Amtes u. a. mit russischsprachigen Sendungen befasst gewesen, war nach 1945 für die Franzosen tätig und stieß 1953 zum BfhA. Conradi war insbesondere in der Verbindungshaltung zu baltischen Organisationen aktiv.
Curt Boettiger vom Bayerischen Landesamt für Verfassungsschutz übte erste Kritik an der Emigrationsarbeit des BfV bei einem Treffen mit den Amerikanern im November 1953: „Ein Ergebnis des Treffens war die Information, dass das BfV im Begriff sei, ein hochgeheimes Netz von Informanten in der gesamten Bundesrepublik aufzubauen, dessen Aufgabe die Durchdringung aller Auswanderergruppen und ähnlicher Organisationen sei. Die Operation werde von einer Person namens von Mende geleitet.“ Boettiger erwähnte, dass die BfV-Operation durch die Spionageabwehrabteilung II/G von Hans-Joachim Pietsch geführt werde. Pietsch habe Boettiger angewiesen, eine Liste aller seiner Quellen in solchen Gruppen und Organisationen zu liefern, was Boettiger bisher verweigert habe.
Richard Gerken unterstand Albert Radke, dem BfV-Vizepräsidenten, einem Vertrauten von Reinhard Gehlen. Radke war ebenso wie Gerken Angehöriger der Abwehrstelle in Münster gewesen. So genoss Gerken unter Otto John und Albert Radke große Freiheiten und konnte über die Mittel aus einem Reptilienfonds relativ frei verfügen. 1953 hatte das BfV zudem nahezu eine Verdoppelung seines Etats erhalten. Damit konnten nun Richard Gerken und Hans-Joachim Pietsch die Anschubfinanzierung für das „Büro für heimatlose Ausländer“ (BfhA) in Düsseldorf übernehmen. Die Ostaufklärung über die Emigration für das BfV erfolgte weitgehend über das BfhA, Fälle von Spionageverdacht kamen zu Hans-Joachim Pietsch von der Spionageabwehr des BfV. Fallführer für Mende war im BfV Otto Arz. Die Datenerfassung der Ost-Emigration im BfHA erfolgte in einer Personalkartei, einer Sachkartei und einer Organisationskartei, die alle auf die Karteien im BfV angepasst waren. Auch die Landsmannschaften wurden in Fragen der Ostemigration beobachtet und beraten.
Insbesondere das Auswärtige Amt bediente sich des BfhA. Die Ostabteilung des AA wurde inzwischen vom alten Weggefährten Mendes aus den Zeiten im Ostministeriums geleitet. Otto Bräutigam hatte nach einigen Jahren in der Organisation Gehlen 1953 den Weg ins Auswärtige Amt geschafft und dort 1954 die Ostabteilung übernommen. Das Sowjetunion-Referat in seiner Abteilung leitete ab 1953 der Baltendeutsche Boris Meissner, während des Krieges Sonderführer in der Feindlage-Abteilung bei der Heeresgruppe Nord. Auch Meissner hatte Bezug zur Org. Gehlen. Chef des Protokolls im AA war Hans von Herwarth, im Krieg Adjutant beim General der Freiwilligenverbände und danach eine Sonderverbindung der Organisation Gehlen. Man kannte sich also bestens aus vergangenen Tagen, als es darum ging, die Sowjetunion niederzuringen.
Die Arbeit für das AA lief unter dem Motto „kulturelle Betreuung“, umfasste jedoch praktisch die gesamte politische Beobachtung und Steuerung der Ost-Emigration im Bundesgebiet. Durch das BfhA wurden im Auftrag des Auswärtigen Amtes aus dem Rechnungsjahr 1953 DM 140.000.—für diese Zwecke verwaltet. Insbesondere die vom AA gesteuerten wissenschaftlichen Arbeitskreise der Ost-Emigration wurden von Mendes BfHA im Auftrag des AA als Quellen für Berichte herangezogen. Die Arbeitsgemeinschaft Osteuropaforschung unter dem vormaligen Abwehr-II-Professor Werner Markert gehörte sicher dazu, denn Mende, Theodor Oberländer (seit 1953 Bundesvertriebenenminister), Boris Meissner und weitere ehemalige Abwehr-II-Wissenschaftler gehörten dieser Arbeitsgemeinschaft ebenfalls an. Das Budget des BfhA stieg von Jahr zu Jahr an und betrug bis zu Beginn der 60er Jahre mehr als 400 000 DM per anno. Das Geld kam in erster Linie vom Auswärtigen Amt.

In einem weiteren Aktenvermerk Mendes vom April 1954 über die bisherige Tätigkeit des BfhA für das BfV wird deutlich, wie sehr das BfhA inzwischen in die Geheimdienstarbeit des BfV eingebunden war:
„Erkennung sowjetischer Infiltration, soweit diese über die Ost-Emigration läuft. Hierfür werden neben einer allgemeinen Beobachtung von BfhA, die sich auf eine langjährige, persönliche, vertrauensvolle Verbindung der Mitarbeiter von BfhA zu einer grossen Zahl von Emigranten aus allen nationalen Gruppen gründet, zusätzlich eine Reihe von V-Mann-Netzen, geführt. [...] Über die politischen Zusammenhänge erfolgt außerdem direkt Berichterstattung durch BfhA an das Auswärtige Amt, das Bundeskanzleramt, den Bundesminister für Vertriebene und den Bundesminister für Gesamtdeutsche Fragen. [...] Der Leiter von BfhA nimmt regelmäßig an den interministeriellen Besprechungen in Bonn, die vom Auswärtigen Amt zu Ostfragen veranstaltet werden, teil. [...] Entsprechend der letzten Besprechung mit P [Präsident BfV] werden wichtige Berichte aus diesem Bereich, deren Vorlage bei Staatssekretär Globke wünschenswert erscheinen, nicht mehr direkt an das Bundeskanzleramt, sondern mit einer kurzen Erläuterung an BfV-P zur unmittelbaren Vorlage an Herrn Staatssekretär Globke zur Verfügung gestellt.“
Am 30. Juni 1957 endete die Zusammenarbeit Mendes mit dem BfV. Die Gründe dafür sind unbekannt. Einiges deutet darauf hin, dass die Auswertung im BfV mit den Berichten aus dem BfhA entweder unzufrieden oder überfordert war und das die öffentliche Debatte um die NS-Vergangenheit von Otto Bräutigam auch auf Gerhard von Mende ausstrahlte. Dennoch übernahm ab August 1957 das Auswärtige Amt auf Basis eines Werkvertrages das Honorar für Gerhard von Mende. Das BfhA hing nun komplett am AA.
Gerhard von Mende war während des Krieges und als er für die Briten die Emigrantenverbindungen aufbaute, voll in die Optik der sowjetischen Spionagedienste geraten. Diese hatten seine Bedeutung und die des ABN in den Zersetzungsoperationen gegen die Sowjetunion erkannt und wussten daher, welche Sogwirkung seine Arbeit in der Ostemigration entfalten würde. Mende war für die Sowjetunion gefährlich. Eine Darstellung der sowjetischen Gegenoperationen ist an dieser Stelle nicht möglich, denn sie müsste den gesamten Bereich der völlig von ihnen unterwanderten Ostemigration betreffen.
Nach von Mendes Tod nannte sich das BfhA anscheinend Studiengruppe für Ost-West-Fragen und wurde von Otto Bräutigam für den BND betrieben.

### Ostkolleg, Forschungsdienst Ost und Bundesinstitut zur Erforschung des Marxismus-Leninismus
In den Jahren 1955 und 1956 strebte Gerhard von Mende die Gründung einer Hochschule für orientalische und osteuropäische Sprachen an. Das Projekt scheiterte. Erfolg hatte er demgegenüber als Leiter des Forschungsdienstes Osteuropa im Bundesvertriebenenministerium, eine mit dem Bundesinnenministerium kooperierende Dienststelle, wo er sein Wissen einsetzen konnte.
Ab 1957 fand der rastlose Ostforscher Gerhard von Mende weitere Betätigungsfelder in der westdeutschen Ostforschung. Auf Anregung der Verleger Joseph C. Witsch und dem Baltendeutschen Berend von Nottbeck, ehemals Untersturmführer im SD, und in Anlehnung an das vom Baltendeutschen Ewert von Dellingshausen geführte Referat I 1 im Bundesministerium für gesamtdeutsche Fragen entstand am 22. November 1957 in Köln-Lindenthal das Ostkolleg. Witsch, Nottbeck und Dellingshausen hatten zuvor in enger Anlehnung an die CIA antikommunistische Propaganda betrieben. Das Ostkolleg war nun als Schulungszentrum gedacht und sollte insbesondere die deutsche Wirtschaft über den Kommunismus aufklären, wo inzwischen der aus Kriegszeiten mit Mende bekannte frühere Sturmbannführer Fritz Arlt die Bildungsarbeit für das Industrie-Institut verantwortete. Das Ostkolleg wurde dann allerdings als Einrichtung der Bundeszentrale für Heimatdienst dem Bundesinnenministerium unterstellt. Der Verfassungsschutz wie auch das AA und andere Bundesministerien waren bei dieser Gründung beteiligt.
Gerhard von Mende arbeitete maßgeblich an der Konzeption des Ostkollegs. Er legte Denkschriften vor und nahm Einfluss auf die Auswahl von Referenten und Direktorium. Gerhard von Mende sollte ebenso wie der vormalige Abwehr-II-Prof. Hans Koch Direktor des Ostkollegs werden. wurde dann aber nur Mitglied des wissenschaftlichen Direktoriums dieser Einrichtung und hielt hier Vorträge.
Von Mende hielt ab Februar 1956 engen Kontakt zur Bundeszentrale für Heimatdienst (ab 1963: Bundeszentrale für politische Bildung), in der er später eine gut dotierte Stelle fand. Im Rahmen des Ost-West-Konflikts richtete er unter dem Vorzeichen einer antikommunistischen Haltung ein Ostkolleg der Bundeszentrale für Heimatdienst in Köln-Lindenthal ein, das am 28. November 1958 seinen Betrieb aufnahm. Erklärtes Ziel dieses Kollegs war die „Organisierung der geistig-politischen Bekämpfung des Kommunismus“. Kritisch ist zu beachten, dass auch seine bisherige Arbeit im RMfdbO auf der Vorstellung gründete, dass der „Kommunismus“ eine vom „Judentum“ produzierte Folge von „völkischer Entartung“ gewesen ist. Seine NS-Position war der Bundeszentrale für Heimatdienst wohlbekannt. Aus diesem Grunde sollte er keine öffentlich sichtbare Spitzenposition im Ostkolleg einnehmen und die angestrebte Position eines Direktors des Amts blieb ihm verwehrt. Bis zu seinem Tod 1963 blieb er jedoch Mitglied des Direktoriums der staatlichen Behörde. Erst viele Jahre nach dem Tod von Mendes wechselte man das Etikett des Ostkollegs zu Ost-West-Kolleg.
1957 gründete Gerhard von Mende in Düsseldorf den Forschungsdienst Osteuropa und gab im Verlag Kiepenheuer & Witsch eine Schriftenreihe unter dem Namen Forschungsdienst Osteuropa heraus. Die Autoren waren alle Angehörige von Arbeitskreisen, die oft schon zuvor auch für das BfhA gearbeitete hatten, wie Walter Schenk und Walter Conradi. Von v. Mendes Düsseldorfer Forschungsdienst Osteuropa der Nachkriegszeit finden sich acht verschiedene Erarbeitungen, insbes. Presseauswertungen, in der Sammlung Deutsche Zentralbibliothek für Wirtschaftswissenschaften (ZBW), „Leibniz-Informationszentrum Wirtschaft“ in Kiel. Eine Sparte „Archiv der Sovietunion“ (sic) des Forschungsdienstes ist ebenfalls belegt. Eine durch gerichtlichen Beschluss festgestellte Vita des Nationalsozialisten Mende findet sich im deutschen Bundesarchiv.
Bereits 1959 war ein neues Ostforschungsinstitut des Bundes in Planung, dass sich mit der kommunistischen Lehre und ihrer ideologischen Grundlagen befassen sollte. Natürlich warf Prof. Mende seinen Hut in den Ring und bewarb sich über Prof. Boris Meissner im AA um dieses Amt über den Ministerialrat Karl-Ulrich Hagelberg im BMI. Hagelberg war während des Krieges im Ostministerium für Personalfragen in den russischen Gebieten zuständig gewesen. Bruno Heck, Mitglied des Bundestags, wandte sich indes 1960 gegen eine Bewerbung Mendes wegen dessen politischer Vergangenheit. Letztlich wurde Gerhard von Mende nicht in das 1961 in Köln-Ehrenfeld im Auftrag des Bundesinnenministeriums entstandene „Institut zur wissenschaftlichen Erforschung des Dialektischen Materialismus und der marxistisch-leninistischen Lehre“ berufen. Die Namensgebung hatte Bundeskanzler Konrad Adenauer vorgeschlagen. Professor Boris Meissner wurde zum geschäftsführenden Direktor bestellt. Das Institut nannte sich ab 1966 Bundesinstitut für ostwissenschaftliche und internationale Studien, BIOST und ging 2000 in der Stiftung Wissenschaft und Politik (SWP) auf.

## Privates
Gerhard von Mende war mit der norwegischen Schriftstellerin Karo Espeseth (1903–1991) verheiratet. Der Sinologe Erling von Mende ist sein Sohn.

## Schriften
- Studien zur Kolonisation in der Sovetunion. (sic) Priebatsch, Breslau 1933
- Der nationale Kampf der Russlandtürken. Ein Beitrag zur nationalen Frage in der Sovetunion. Zs. Mitteilungen des Seminars für orientalische Sprachen, Beiband zum Jg. 39, Berlin 1936
- Die Völker der Sowjetunion. Reihe: Völker und Staaten. Rudolf Schneider, Reichenau (Sachsen), 1939
- „Volkstumsfragen im Osten“, in: Ostaufgaben der Wissenschaft : Vorträge der Osttagung deutscher Wissenschaftler. Hrsg. vom Hauptamt Wissenschaft der Dienststelle Rosenberg. München: Hoheneichen-Verlag 1943, S. 80–91. Digitalisat
- Die besetzten Ostgebiete, in: Franz Alfred Six Hg., Jahrbuch der Weltpolitik 1944. Junker & Dünnhaupt, Berlin 1944[150]
- Bemerkungen zur Psychologie des sowjetischen Menschen, in: Tymbos für Wilhelm Ahlmann. Ein Gedenkbuch. Herausgegeben von seinen Freunden. de Gruyter, Berlin 1951
- „Erfahrungen mit Ostfreiwilligen in der deutschen Wehrmacht während des Zweiten Weltkrieges“, in: Vielvölkerheere und Koalitionskriege. Schriftenreihe der Auslandswissenschaftlichen Gesellschaft. Darmstadt 1952
  - (gleicher Titel) in: Zs. „Auslandsforschung“, 1, 1952, S. 24–33
- mit Walter Hoffmann und Hans Koch: Beiträge zur Ostforschung. Reihe: Vergessene Wissenschaft. Schriftenreihe des Notverbandes vertriebener Hochschullehrer, Herbert Grabert. Hg.: „Deutsche Gesellschaft für Wissenschaft und Forschung e. V.“ Musterschmidt, Göttingen 1954
- Die Turkvölker im Herrschaftsbereich der Sowjetunion, in Aus Politik und Zeitgeschichte, 16, 1960, S. 258–271[151]
- Nationalität und Ideologie. Studiengesellschaft für Zeitprobleme, Duisdorf 1962

In der Sowjetischen Besatzungszone wurden seine Schriften Der nationale Kampf der Rußlandtürken. Ein Beitrag zur nationalen Frage in der Sowjetunion (= Mitteilungen des Seminars für orientalische Sprachen; Jg. 39, Beibd.; Weidmann, Berlin 1936) und Die Völker der Sowjetunion (= Geopolitische Schriftenreihe „Völker und Staaten“ 8; Schneider, Reichenau 1939) auf die Liste der auszusondernden Literatur gesetzt.

### Unveröffentlicht
- Archivmaterial der Familie Mende, darin ein Skript: Kaukasuspolitik. 1951

## Film
- Zwischen Halbmond und Hakenkreuz, von Stefan Meining; umfassende Darstellung der Tätigkeiten des Gerhard von Mende vor und nach 1945 (auch als Buch, siehe dort)